# سرزمین‌های تحت اشغال اسرائیل

وضعیت اسرائیل و مناطق اشغالی تا سال ۲۰۱۸

سرزمین‌های تحت اشغال اسرائیل(سرزمین‌های اشغالی)، مناطقی هستند که اسرائیل در جریان جنگ شش روزه در سال ۱۹۶۷ اشغال کرد. این لفظ امروزه به کرانه باختری، نوار غزه و بلندی‌های جولان اطلاق می‌شود، ولی در گذشته در اشاره به مناطقی بیشتری از جمله شبه‌جزیره سینا و جنوب لبنان مورد استفاده قرار می‌گرفت. پیش از پیروزی اسرائیل در جنگ شش روزه، سرزمین‌های فلسطینی بین مصر و اردن تقسیم شده بود؛ یعنی نوار غزه در اشغال مصر، کرانه باختری در اشغال اردن، شبه‌جزیره سینا تحت حاکمیت مصر و بلندی‌های جولان در حاکمیت سوریه قرار داشتند. واژهٔ مناطق اشغالی اولین بار در قطعنامه ۲۴۲ شورای امنیت، پس از جنگ شش روزه در سال ۱۹۶۷ به کار رفت، که خواهان استقرار یک صلح پایدار و منصفانه در خاورمیانه از طریق اعمال عقب‌نشینی قوای مسلح اسرائیلی از مناطق اشغالی در نبردهای اخیر و خاتمه همه ادعاها یا حالت‌های تجاوز و احترام به حق همه کشورهای منطقه برای زندگی در مرزهای به رسمیت شناخته شده بود.
دیوان بین‌المللی دادگستری (ICJ),مجمع عمومی سازمان ملل متحد و شورای امنیت سازمان ملل متحد همگی اسرائیل را برای این مناطق یک قدرت اشغالگر محسوب می‌کنند.دیوان بین‌المللی دادگستری در سال ۲۰۲۴ حکم کرد که اشغال‌گری اسرائیل غیرقانونی است و اسرائیل را به پرداخت جبران خسارت به مردم سرزمین‌های اشغال شده فراخواند. ریچارد ای. فالک گزارشگر ویژه سازمان ملل «اشغالگری اسرائیل» را بی حرمتی به قوانین بین‌المللی خوانده است. دادگاه عالی اسرائیل حکم کرده که اسرائیل کرانه باختری را «تحت اشغال نظامی دارد». بنا بر گزارش ساسون، دیوان عالی اسرائیل با ترکیبی از قضات مختلف، مکرراً به مدت بیش از چهار دهه اظهار داشته که قوانین بین‌المللی به حضور اسرائیل در کرانه باختری اعمال می‌شود. به هر روی، کابینه‌های پیاپی اسرائیل از لفظ «مناطق مورد مناقشه» برای کرانه غربی استفاده کرده‌اند، و اسرائیل به‌طور مشابه اصرار می‌ورزد که کرانه باختری منطقه مورد مناقشه است، شورای امنیت سازمان ملل متحد اتحادیه اروپا، بیت‌المقدس را بخشی از کرانه غربی می‌دانند، موضوعی که اسرائیل آن را انکار می‌کند.
پس از عقب‌نشینی یک‌جانبه نیروهای دفاعی اسرائیل از شبه‌جزیره سینا در ۱۹۸۲، به عنوان بخشی از معاهده صلح اسرائیل و مصر، این منطقه دیگر منطقه اشغالی شناخته نشد. اسرائیل به‌طور یک‌جانبه در سپتامبر ۲۰۰۵ از نوار غزه عقب‌نشینی و اظهار داشت که دیگر این منطقه را اشغال نکرده است اما اسرائیل تا سال ۲۰۰۹ به گزارش سازمان عفو بین‌الملل کنترل حریم هوایی غزه، آب محلی، برق و ارتباطات آن را در دست داشته و خروج و ورود کالا و مردم به صورت هوایی یا دریایی از غزه و مرز آن با مصر را کنترل می‌کند. همچنین حمله‌های کنترل شده در غزه از جمله دستگیری مردان تحت تعقیب یا عملیات‌هایی اصطلاحاً کشتارهای هدف‌گیری‌شده که در حملات هوایی حجم بالایی از غیرنظامیان نیز در آن گزارش شدند. اسرائیل همچنان از سوی سازمان ملل، آمریکا، بریتانیا و بسیاری از سازمانهای حقوق بشری در نوار غزه نیروی اشغالگر شناخته می‌شود. اسرائیل نیروی اشغالگر بودن در نوار غزه را رد می‌کند. ضمیمه شدن شرق اورشلیم در ۱۹۸۰ و بلندی‌های جولان در ۱۹۸۱، توسط هیچ کشوری به رسمیت شناخته نشده است (قطعنامه ۴۹۷ سازمان ملل).

## بررسی اجمالی
|                                              | شبه‌جزیره سینا         | جنوب لبنان | بلندی‌های جولان                                                  | کرانه باختری (به استثنای بیت‌المقدس شرقی)                                                                                       | بیت‌المقدس شرقی                                         | نوار غزه |
| -------------------------------------------- | --------------------- | ---------- | --------------------------------------------------------------- | --- | ------------------------------------------------------ | --- |
| دوره اشغال                                   | ۱۹۵۶–۱۹۵۷, ۱۹۶۷–۱۹۸۲  | ۱۹۸۲–۲۰۰۰  | ۱۹۶۷–اکنون                                                      | ۱۹۶۷–اکنون | ۱۹۶۷–اکنون                                             | ۱۹۵۶–۱۹۵۷, ۱۹۶۷–۲۰۰۵                                                                                                   |
| مورد ادعای                                   | مصر                   | لبنان      | سوریه · لبنان (کشتزارهای شبعا)                                  | اردن (1967–1988) · فلسطین (۱۹۸۸–اکنون)                                                                                         | اردن (1967–1988) · فلسطین (1988–اکنون)                 | مصر (۱۹۶۷–۱۹۷۹) · فلسطین (۱۹۸۸–اکنون)                                                                                  |
| هم‌اکنون اداره شده توسط                       | مصر                   | لبنان      | اسرائیل                                                         | تشکیلات خودگردان فلسطین (ناحیه‌ای) · اسرائیل (ناحیه‌های بی و منطقه ج)                                                            | اسرائیل                                                | حکومت حماس در نوار غزه                                                                                                 |
| اسرائیل آن را بخشی از قلمروی خود محسوب می‌کند | نه                    | نه         | بله، به عنوان بخشی از منطقه شمالی، بر اساس قانون بلندی‌های جولان | دوژور نه، اما به‌طور دفاکتو اسرائیلی‌ها مجازند در شهرک‌های اسرائیلی درون منطقه ج زندگی کنند، به عنوان بخشی از منطقه یهودا و سامره | آری, به عنوان اورشلیم تقسیم نشده بر اساس قانون اورشلیم | نه, ولی اسرائیل از زمان پایان اشغال در سال ۲۰۰۵ کنترل گذرگاه‌های مرزی، آب‌های سرزمینی، و آسمان منطقه را برعهده داشته است |
| سابقاً بخشی از قیمومت بریتانیا بر فلسطین      | نه                    | نه         | نیمه جنوبی: تفاهم پولت و نیوکمب                                 | آری | آری                                                    | آری |
| شامل شهرک‌های اسرائیلی                        | نه; تخلیه شده در ۱۹۸۲ | نه         | آری                                                             | آری | آری                                                    | نه; خروج اسرائیل از نوار غزه                                                                                           |

## بلندی‌های جولان

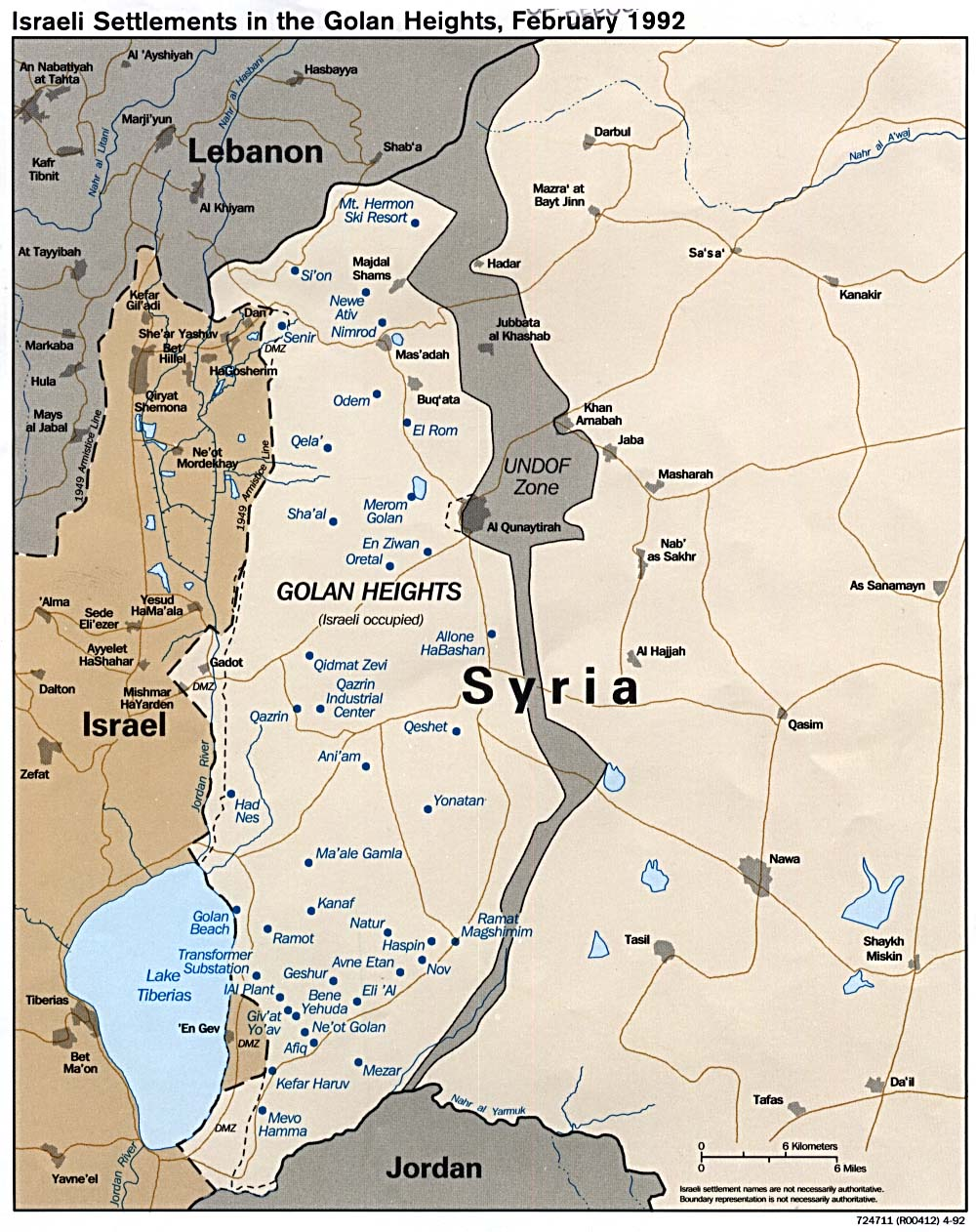
نقشه بلندی‌های جولان از ۱۹۷۴

اسرائیل در سال ۱۹۶۷ در جنگ شش‌روزه بلندی‌های جولان را از سوریه گرفت. یک آتش‌بس در ۱۱ ژوئن ۱۹۶۷ امضا شد و بلندی‌های جولان تحت اداره نظامی اسرائیل درآمد.
سوریه، قطعنامه ۲۴۲ شورای امنیت در ۲۲ نوامبر ۱۹۶۷ را که خواهان بازگشت سرزمین‌های تحت اشغال اسرائیل در ازای روابط صلح‌آمیز بود را رد کرد. اسرائیل این قطعنامه را در ۱ مه ۱۹۶۸ پذیرفت. در مارس ۱۹۷۲ سوریه به‌طور مشروط این قطعنامه را پذیرفت و ترک مخاصمه بین اسرائیل و سوریه امضا شد.
در جنگ یوم کیپور در سال ۱۹۷۳، سوریه تلاش کرد از طریق نظامی بلندی‌های جولان را بازپس بگیرد، اما ناموفق بود. اسرائیل و سوریه در ۱۹۷۴ توافق آتش‌بسی امضا کردند که تقریباً همه بلندی‌ها را تحت کنترل اسرائیل باقی گذاشت و یک منطقه باریک غیرنظامی را به کنترل سوریه بازگرداند. یک نیروی دیده‌بان سازمان ملل متحد در سال ۱۹۷۴ به عنوان حایلی بین دو طرف ایجاد شد. با پذیرش رسمی قطعنامه ۳۳۸ شورای امنیت از سوی سوریه، که آتش‌بس را در پایان جنگ یوم کیپور تعیین کرد، سوریه قطعنامه ۲۴۲ را نیز پذیرفت.
در بلندی‌های جولان منطقه دیگری به نام کشتزارهای شبعا نیز در اشغال اسرائیل است سوریه و لبنان ادعا کرده‌اند که این کشتزارها متعلق به لبنانند و یک نقشه‌بردار سازمان ملل در سال ۲۰۰۷ به این نتیجه رسید که کشتزارهای شبعا در واقع به لبنان تعلق دارد (در تضاد با اعتقاد اسرائیل). سازمان ملل متحد گفته است اسرائیل باید کنترل این منطقه را واگذار کند.

## سرزمین‌های فلسطینی

### زمینه
هر دوی این سرزمین‌ها جزئی از قیمومت بریتانیا بر فلسطین بودند، و جمعیت هر دو اساساً از مردم فلسطینی عرب، از جمله شمار شایان توجهی از پناهندگان فلسطینی تشکیل شده بود که در پی جنگ ۱۹۴۸ اعراب و اسرائیل از اسرائیل و سرزمین‌هایی که اسرائیل آنها را در کنترل داشت اخراج شده بودند یا از آن فرار کرده بودند.. امروزه فلسطینیان بالغ بر نیمی از جمعیت اردن را تشکیل می‌دهند.
اردن از ۱۹۴۸ تا ۱۹۶۷، کرانه باختری از جمله بیت‌المقدس شرقی را اشغال کرد و در سال ۱۹۵۰ آن را ضمیمه خود کرد و در سال ۱۹۵۴ تابعیت اردنی به ساکنان آن اعطا کرد (ادعاهای الحاق و تابعیت‌های اعطایی در سال ۱۹۸۸ وقتی اردن سازمان آزادی‌بخش فلسطین (ساف) را به عنوان تنها نماینده مردم فلسطین به رسمیت شناخت پس گرفته شدند). مصر از ۱۹۴۸ تا ۱۹۶۷ نوار غزه را اداره می‌کرد ولی آن را الحاق نکرد و غزه‌ای‌ها را شهروند مصر نکرد.

### کرانه باختری

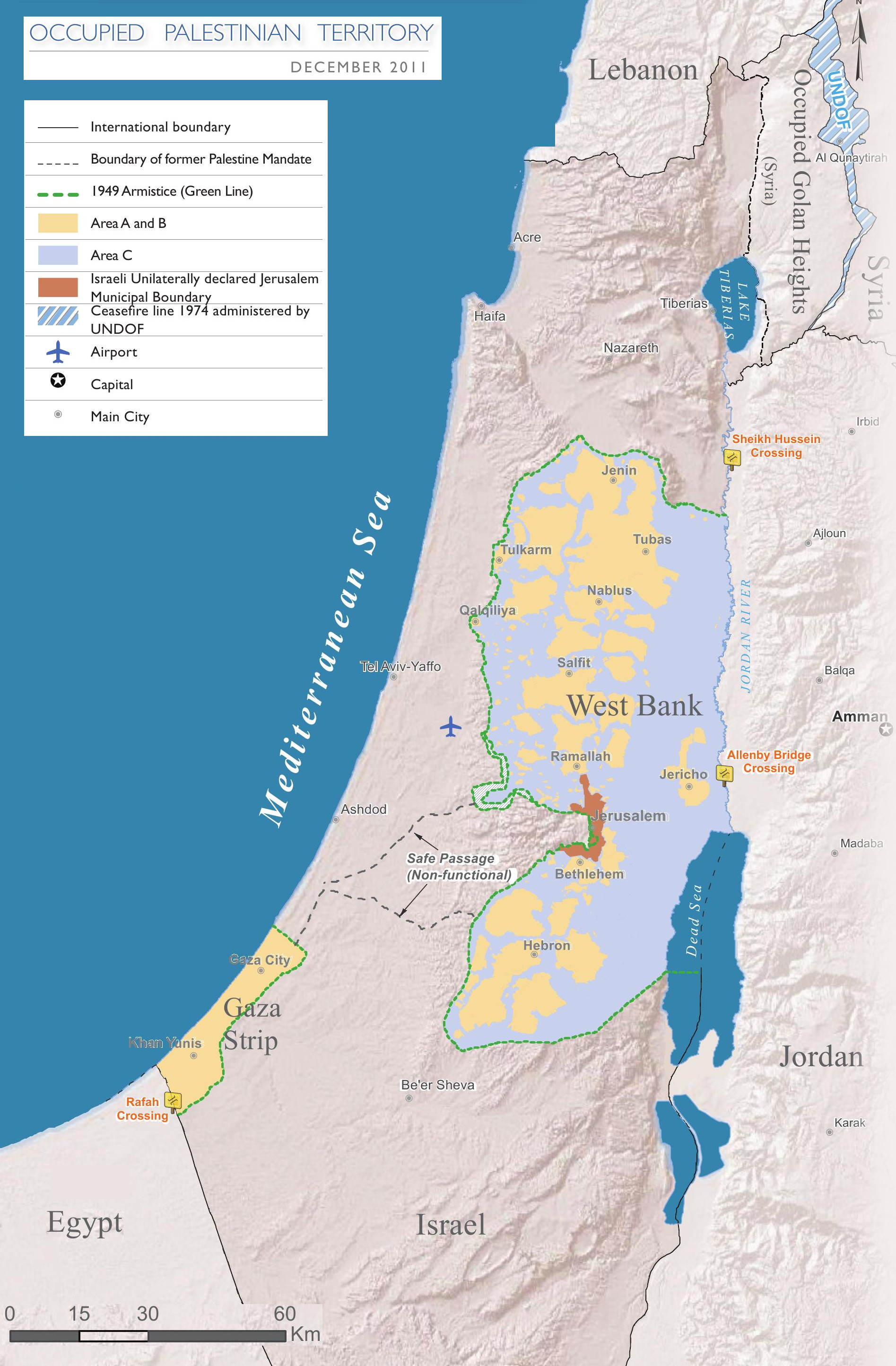
منطقه ج (کرانه باختری) (blue), the part of the کرانه باختری under full Israeli control, in 2011

کرانه باختری بر اساس طرح سازمان ملل برای تقسیم فلسطین به کشور عربی تخصیص داده شده بود، ولی کرانه باختری در پی جنگ ۱۹۴۸ به دست فرااردن اشغال شد. در آوریل ۱۹۵۰، اردن کرانه باختری را ضمیمه کرد، ولی این الحاق تنها از سوی بریتانیا و پاکستان مورد پذیرش قرار گرفت. (ر.ک. صلح ۱۹۴۹, خط سبز)

### بیت‌المقدس شرقی
اسرائیل از ۱۹۸۰ منطقه شرقی اورشلیم بزرگ که به بخش فلسطین اشغالی معروف است را رسماً به خاک خود اضافه کرد اما مورد تأیید جامعه جهانی قرار نگرفت. شهر قدیمی که هیکل سلیمان در آن است از نظر یونسکو متعلق به هیچ کشوری (نه فلسطین نه اسرائیل) نمی‌باشد و در مرز اورشلیم شرقی و غربی واقع است. یونسکو سال ۲۰۱۱ مجدد تأکید کرد که موضع خود را تغییر نداده است و مطابق با قطع‌نامه‌های سازمان ملل متحد منطقه شرقی اورشلیم را منطقه فلسطینی اشغالی از اورشلیم مدرن یا بزرگ عنوان کرد که معضل کلی اورشلیم باید در مذاکرات دوطرفه قطعی حل شود. از زمان اشغال منطقه شرقی توسط اسرائیل شهرک‌سازی در این منطقه از شهر مقدس ادامه داشته است. نقشه جزء به جزء مناطق اشغالی

#### تنش پایتخت اسرائیل
دونالد ترامپ رئیس‌جمهور ایالات متحده در تاریخ ۶ دسامبر ۲۰۱۷ با توجه به مصوبهٔ سال ۱۹۹۵ کنگره ایالات متحده دربارهٔ انتقال سفارت این کشور از تل آویو به اورشلیم، دستور اجرایی شدن این مصوبه را صادر کرد و این شهر را به عنوان پایتخت اسرائیل به رسمیت شناخت. در انتشار این خبر ترامپ اشاره‌ای به تقسیم اورشلیم غربی و قدس شرقی به عنوان پایتخت اسرائیل و فلسطین نکرده است. بی‌بی‌سی فارسی به نقل از وی می‌گوید: «دونالد ترامپ، رئیس‌جمهوری آمریکا بیت‌المقدس را به عنوان پایتخت اسرائیل به رسمیت شناخت». این لحن ترامپ باعث بالا گرفتن تنش‌ها بین دو طرف اسلامی و یهودی شد. بلافاصله با انتشار گفته‌های ترامپ صداهای فارسی‌زبان مطرح اسرائیل در بی‌بی‌سی فارسی به موضوع تقسیم بیت‌المقدس بین اسرائیل و فلسطین اشاره کردند. ترامپ در سخنانش تأکید کرده بود که رسمی شدن بیت‌المقدس به عنوان پایتخت اسرائیل برای آمریکا، موضع‌گیری کاخ‌سفید به نفع یکی از طرفین درگیر نیست و تصمیم نهایی دربارهٔ مرزبندی و تقسیم بیت‌المقدس با اسرائیل و فلسطینیان است. پاپ فرانسیس و دبیرکل سازمان ملل متحد، آنتونیو گوترش مخالفت اکید خود را با تصمیم ترامپ عنوان کردند. شورای امنیت سازمان ملل پیش‌نویس قطعنامه‌ای را مبنی بر تجدیدنظر در تصمیم کاخ سفید مطرح کرد که با موافقت تمام اعضا مواجه شد اما توسط آمریکا وتو شد. بنیامین نتانیاهو در پیامی ویدئویی از ترامپ و نیکی هیلی تشکر کرد. نیکی هیلی، سازمان ملل را به دشمنی با اسرائیل متهم کرد.

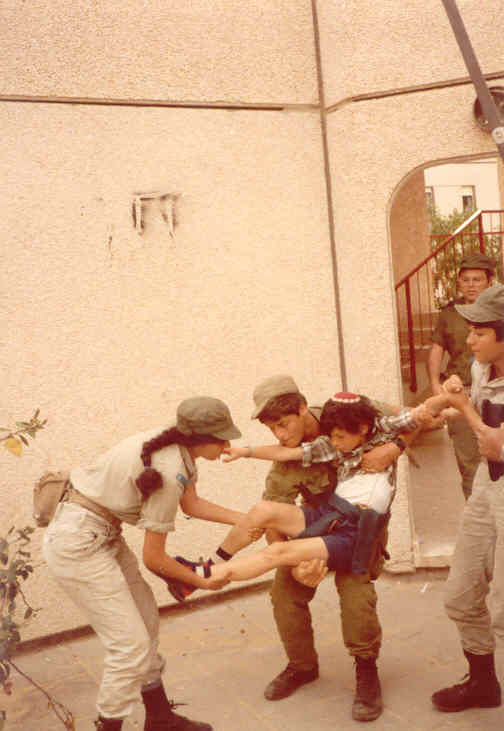
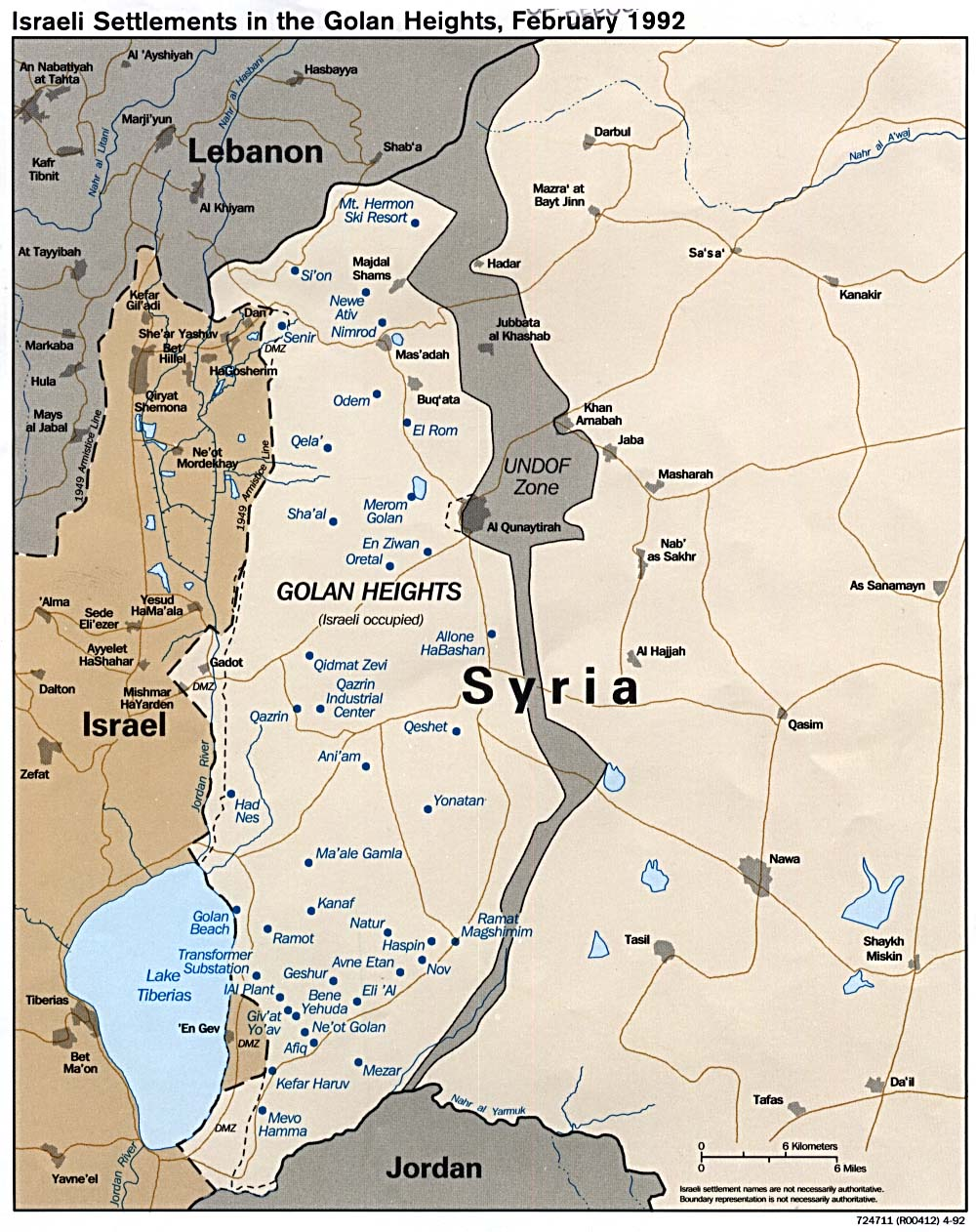
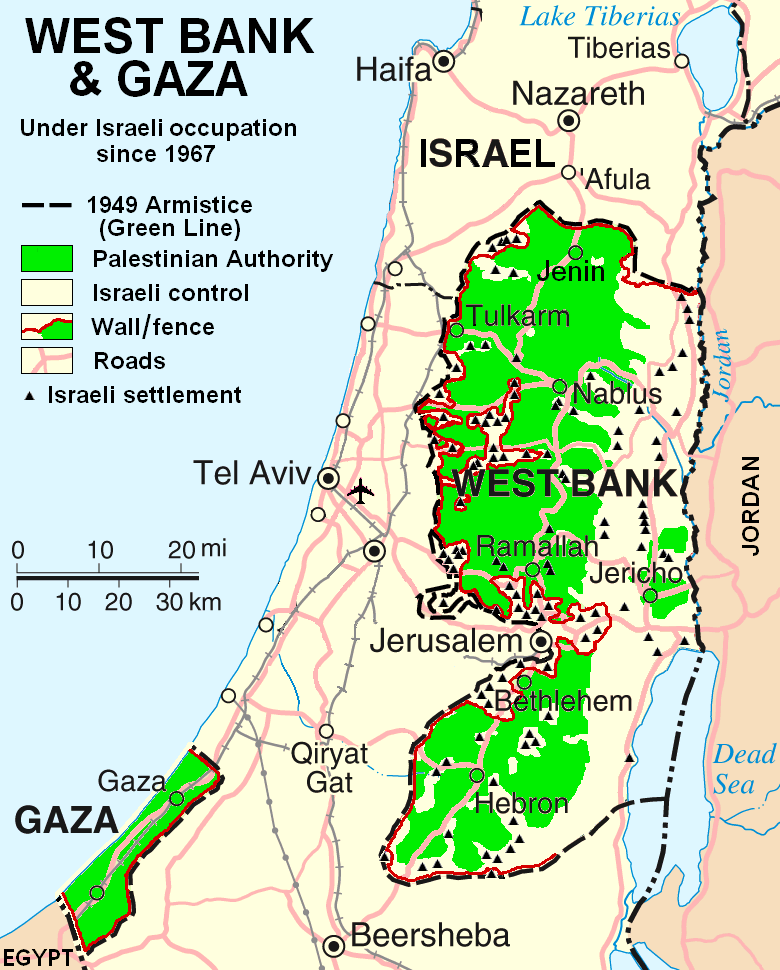
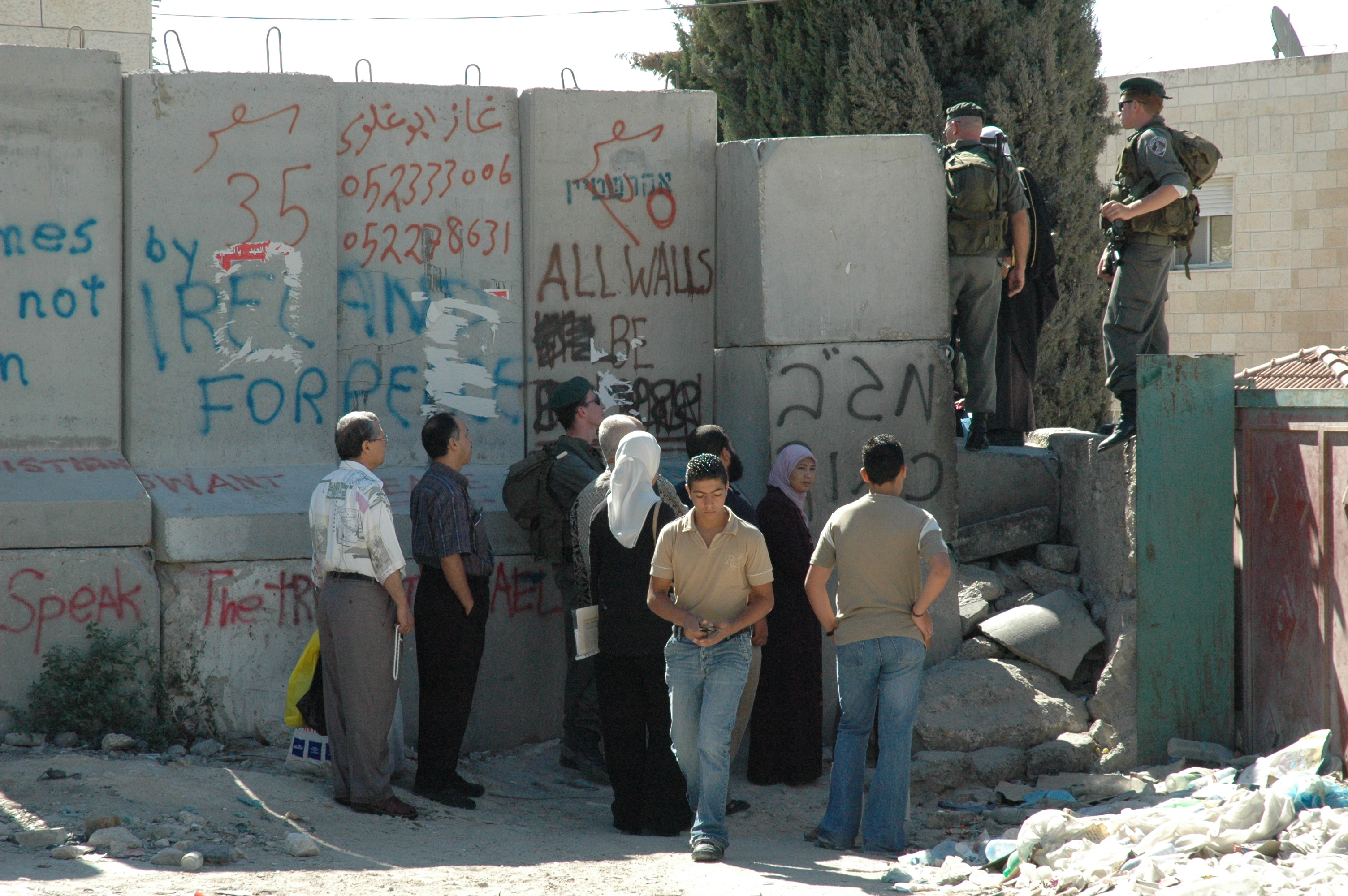

## دیدگاه‌ها در خصوص ترمینولوژی مورد استفاده

### دیدگاه بین‌المللی
لفظ رسمی مورد استفاده در شورای امنیت سازمان ملل متحد برای توصیف سرزمین‌های تحت اشغال اسرائیل، «سرزمین‌های عربی اشغال شده از سال ۱۹۶۷، از جمله اورشلیم» است که برای مثال در قطعنامه‌های  446 (1979) , 452 (1979) , ۴۶۵ و ۴۸۴ به کار رفته است. کنفرانسی از طرف‌ها در کنوانسیون چهارم ژنو و کمیته بین‌المللی صلیب سرخ، نیز این سرزمین‌ها را اشغال شده دانسته و مفاد کنوانسیون چهارم ژنو در خصوص سرزمین‌های اشغال شده را اعمال کرده.
ضمیمه کردن بیت‌المقدس شرقی در سال ۱۹۸۰ توسط اسرائیل از سوی هیچ کشوری به رسمیت شناخته نشده، و ضمیمه کردن بلندی‌های جولان در سال ۱۹۸۱ تنها از سوی ایالات متحده آمریکا به رسمیت شناخته شده است. قطعنامه ۴۷۸ شورای امنیت اعلام کرد که ضمیمه کردن اورشلیم «باطل و بی‌اعتبار» است و باید لغو شود. قطعنامه ۴۹۷ شورای امنیت نیز ضمیمه کردن جولان را «باطل و بی‌اعتبار» خواند. در پی عقب‌نشینی اسرائیل از شبه جزیره سینا در سال ۱۹۸۲ در چارچوب پیمان صلح ۱۹۷۹ اسرائیل و مصر، سینا دیگر یک سرزمین اشغال شده تلقی نشد. با این که تشکیلات خودگردان فلسطین، اتحادیه اروپا، دیوان بین‌المللی دادگستری، مجمع عمومی سازمان ملل متحد و شورای امنیت سازمان ملل متحد بیت‌المقدس شرقی را بخشی از کرانه باختری و در اشغال اسرائیل می‌دانند؛ اسرائیل کل اورشلیم را پایتخت و سرزمین تحت اقتدار خود می‌داند.
چندین قطعنامه مجمع عمومی سازمان ملل متحد اشغال ادامه‌دار فلسطین را غیرقانونی توصیف کرده‌اند. مایکل لینک گزارشگر ویژه سازمان ملل متحد برای حقوق بشر در سرزمین‌های اشغال شده فلسطینی از سال ۱۹۶۷، در گزارش سال ۲۰۱۷ خود به مجمع عمومی سازمان ملل متحد نوشت که خود اشغال غیرقانونی شده و توصیه کرد مطالعه ای از سوی سازمان ملل متحد در خصوص تعیین این مسئله و لحاظ کردن درخواست یک نظر مشورتی از دیوان بین‌المللی دادگستری مد نظر قرار گیرد. بخش اعظم مکتوبات حقوق بین‌الملل در خصوص این مسئله به این نتیجه رسیده که فارغ از این که این اشغال در آغاز قانونی بوده یا نه، در طول زمان این اشغال غیرقانونی شده است. دلایل مورد استناد برای قانونی نبودن آن شامل نقض اصل عدم توسل به زور، این که اشغال حق فلسطینیان برای تعیین سرنوشتشان را نقض می‌کند، این که خود اشغال یک رژیم غیرقانونی «انقیاد، سلطه و استثمار بیگانگان» یا ترکیبی از این عوامل است می‌شود.

## نقض حقوق بین‌الملل
باور بر این است که تأسیس شهرک‌های اسرائیلی به معنای انتقال جمعیت غیرنظامی اسرائیل به سرزمین‌های اشغال شده و بدین ترتیب بر اساس کنوانسیون چهارم ژنو غیرقانونی است. دیگر کارشناسان حقوقی که با این تفسیر از قانون مخالفند در این باور مناقشه کرده‌اند.
اسرائیل این که شهرک‌های اسرائیلی ناقض هر گونه قانون بین‌المللی است را انکار می‌کند. دیوان عالی اسرائیل هنوز حکم قاطعی در خصوص قانونی بودن شهرک‌ها بر اساس کنوانسیون ژنو نداده است.

### نظر ۲۰۲۴ دیوان بین‌المللی دادگستری
دیوان بین‌المللی دادگستری در ژوئیه ۲۰۲۴ یک نظر مشورتی تاریخ‌ساز صادر کرد که اشغال کرانه باختری، اورشلیم شرقی و نوار غزه از سوی اسرائیل غیرقانونی است، و باید «به سرعت ممکن» پایان یابد. این دیوان دریافت که اشغال گری اسرائیل به خاطر «سوء استفاده ادامه یافته اسرائیل از جایگاهش به عنوان یک قدرت اشغالگر از طریق الحاق اراضی و اعمال کنترل دائمی بر سرزمین‌های اشغال شده فلسطینی، و نقض ادامه یافته حق تعیین سرنوشت مردم فلسطینی» غیرقانونی است. این دیوان همچنین اظهار داشت که اسرائیل باید «برای جبران آسیب‌هایی که به همه مردم چنین سرزمین‌هایی وارد کرده به جبران خسارت بپردازد» و این که اسرائیل همچنین «الزام دارد که فوراً همه فعالیت‌های شهرک سازی جدید را متوقف کرده و همه شهرک نشینان از کرانه باختری و اورشلیم شرقی» را تخلیه کند.

## یادداشت
1. ↑  The occupied part consists of the western two-thirds of the territory, which includes جبل‌الشیخ. Israel has never occupied the eastern third of the Golan Heights.
2. 1 2  The occupied area included the islands of جزیره تیران and جزیره صنافیر at the mouth of the خلیج عقبه. Israel transferred the islands to Egypt as part of its withdrawal from the Sinai Peninsula, and subsequently, in 2017 Egypt transferred the two islands to عربستان سعودی. Israel was consulted and approved the subsequent transfer to Saudi Arabia
3. ↑  Although renounced in 1988 its claims to East Jerusalem, Jordan still claims the الاقصی within East Jerusalem.[۲۴]
4. ↑  Since the occupation began in 1967, Israel applied its laws on Israeli citizens living in the West Bank with successive emergency authorizations(he), each one lasting for five years. The last emergency authorization was approved in
2023.[۲۵]
5. ↑  Over the years Israel had several plans to annex portions of the territory. The first plan was called the طرح آلون. The ضمیمه‌کردن پیشنهادی کرانه باختری به خاک اسرائیل was to annex 60% of the territory by July 2020.[۲۶] هیچ of the annexation plans were ever executed.